# Mechanisierte Infanterie

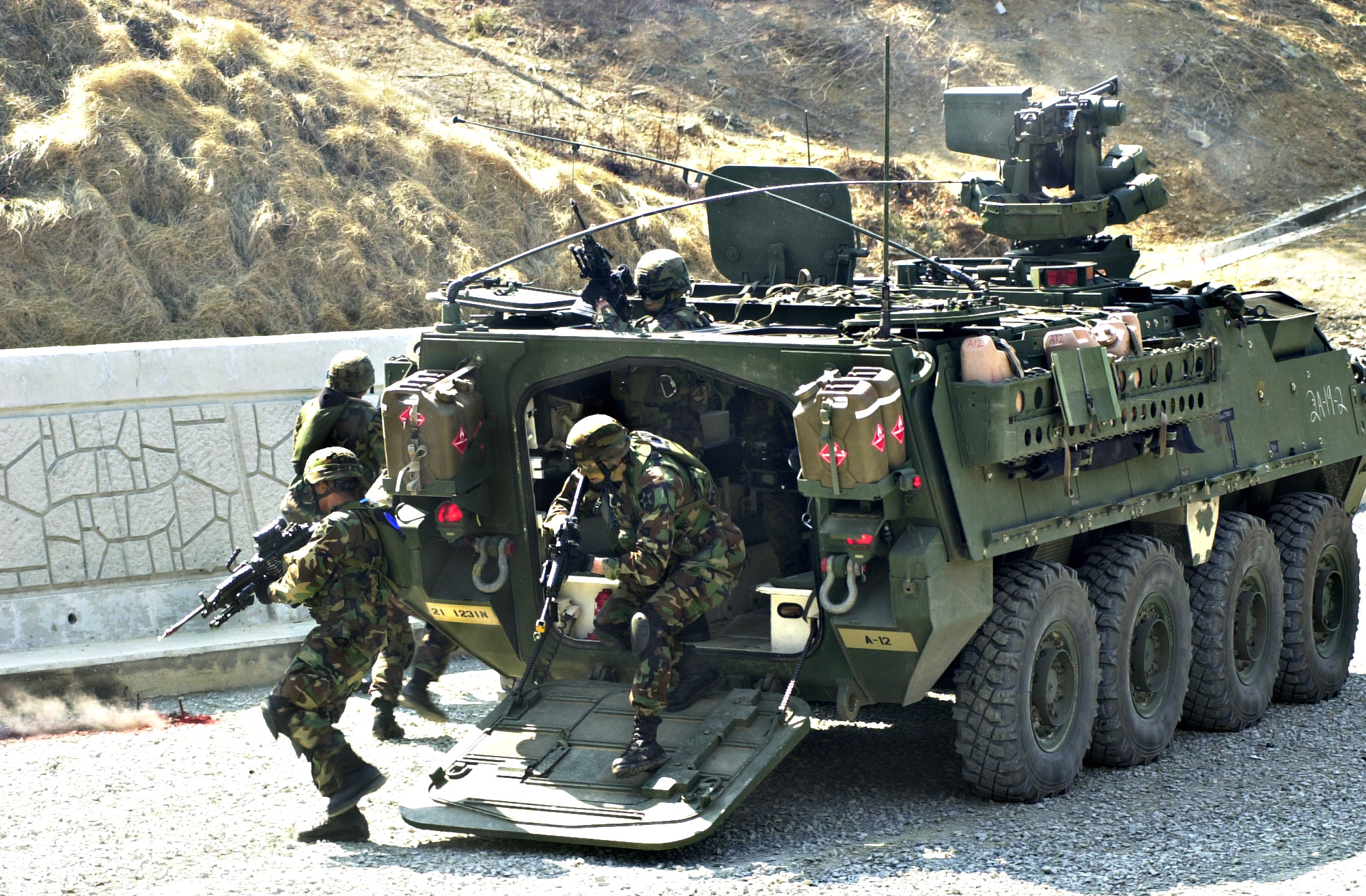
Amerikanische Infanteristen beim Absitzen aus einem Stryker Armored Vehicle (2005)

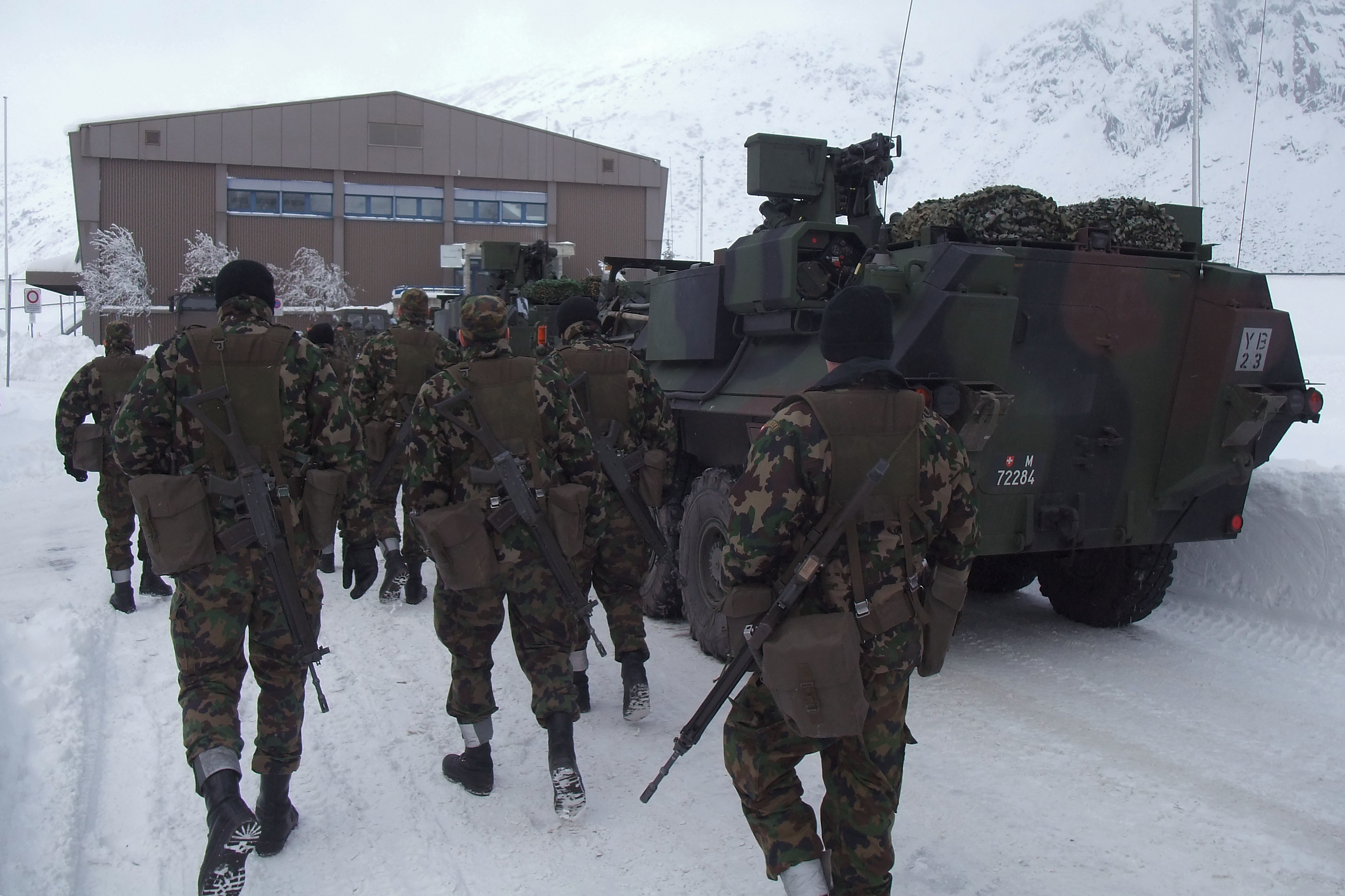
Mechanisierte Schweizer Infanteristen (2013)

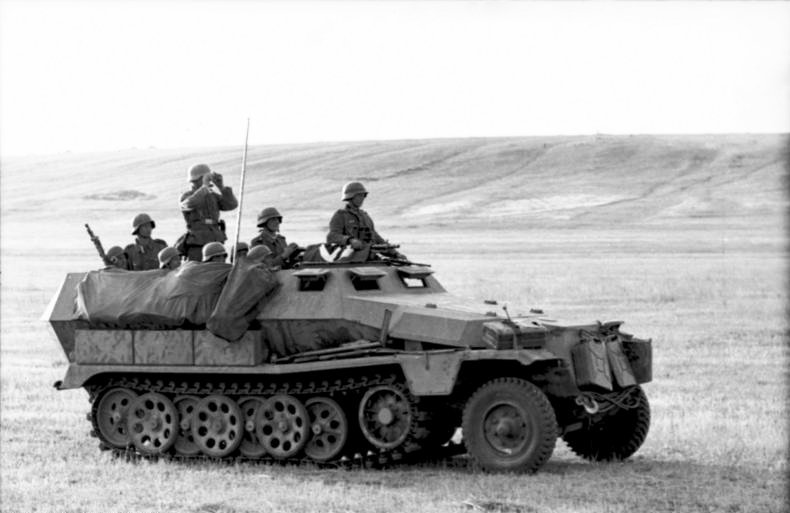
Schützenpanzerwagen mit Panzergrenadieren der Wehrmacht an der Ostfront (August 1942)

Mechanisierte Infanterie ist Infanterie, die mit gepanzerten und bewaffneten Kraftfahrzeugen (Ketten- oder Radschützenpanzer) beweglich gemacht ist. Sie führt den Bodenkampf, je nach Gefechtslage, auf- oder abgesessen (zu Fuß oder vom Fahrzeug aus). Mechanisierte Infanterie kämpft in der Regel im engen Verbund mit Kampfpanzerverbänden; das eigene Fahrzeug liefert im Gefecht Deckung und Feuerunterstützung.
Von der mechanisierten Infanterie zu unterscheiden ist die motorisierte Infanterie. Diese kämpft stets abgesessen; das eigene Fahrzeug (Lkw, Transportpanzer usw.) greift nicht in das Gefecht ein und verbleibt möglichst in Deckung.

## Geschichte
Die mechanisierte Infanterie ging aus der motorisierten Infanterie des frühen 20. Jahrhunderts hervor. Diese hatte ihre indirekten Vorläufer wiederum in den Dragonern des 17. Jahrhunderts. Die Dragoner gelangten auf für den Reiterkampf ungeeigneten Pferden oder Maultieren zum Schlachtfeld, wo sie zu Fuß als Musketiere oder Pikeniere fochten. Im 18. Jahrhundert wandelten sich die Dragoner zur reinen Kavallerie; nur in Frankreich beherrschten die Dragoner den Kampf zu Fuß und zu Pferd noch bis in das napoleonische Zeitalter hinein.
Die Entwicklung des Kraftfahrzeugwesens ermöglichte seit Beginn des 20. Jahrhunderts die Aufstellung motorisierter Infanterieverbände. Ab den 1920er/30er Jahren erfolgte teilweise die Ausrüstung mit leicht gepanzerten Transportfahrzeugen. Nun wurde der Kampf auch aufgesessen möglich, womit die mechanisierte Infanterie geboren war. Die Soldaten wurden bei der Wehrmacht als Panzergrenadier bezeichnet.

## Auftrag
Mechanisierte Infanterie begleitet die eigene Panzertruppe bei schnellen Vorstößen in das gegnerische Territorium. Beim Gefecht der verbundenen Waffen schirmt mechanisierte Infanterie die Kampfpanzer der eigenen Panzertruppe vor gegnerischer Infanterie ab. Die Schützenpanzer verfügen über eine Hauptbordwaffe mit einem Mindestkaliber von 20 mm und liefern im Gefecht Feuerunterstützung. Gegebenenfalls können mit Panzerabwehrlenkraketen gegnerische Kampfpanzer neutralisiert werden.
Der Übergang zur motorisierten Infanterie ist heute fließend. Diese wurde ursprünglich auf ungepanzerte Militärfahrzeugen (Lkw, Motorradgespanne) verlastet und zum Schlachtfeld transportiert. Üblicherweise nutzt motorisierte Infanterie heute schwach gepanzerte geschützte Fahrzeuge, aber auch leicht gepanzerte Transportpanzer oder Schützenpanzerwagen. Während die mechanisierte Infanterie im Gefecht „robuster“ als die motorisierte Infanterie agieren kann, ist jene die im Vergleich mobilere Truppe. Dank ihrer leichten Fahrzeuge kann motorisierte Infanterie rascher und weiter über Land verlegen, zudem ist sie besser für den Lufttransport geeignet. Der fließende Übergang spiegelt sich in den heutigen Gefechtfahrzeugen wider, so ist der deutsche Schützenpanzer Puma in der Schutzstufe A im Airbus A400 luftverlastbar. Für drei Schützenpanzer muss jedoch, um die Schutzstufe C und damit das Schutzniveau eines modernen Schützenpanzers zu erreichen, die zusätzliche Panzerung in einem weiteren Flugzeug nachgeführt werden, was vielfach zu Kritik an dem System Puma führte. Der italienische Freccia verfügt nur über eine leichte Panzerung, als Radpanzer hat er aber eine hohe Beweglichkeit und mit einer 25-mm-Kanone und Raketen hohe Feuerkraft.

## Bundesrepublik Deutschland
Die mechanisierte Infanterie der Bundeswehr bilden die Panzergrenadiere; die motorisierte Infanterie stellten in der frühen Bundeswehr die Panzergrenadiere (mot.), später dann die Jägertruppe.

## DDR, Warschauer Pakt und Russland
In der NVA der DDR und anderen Streitkräften des Ostblocks wurde die Truppengattung der mechanisierten Infanterie als Mot-(orisierte) Schützen bezeichnet. Sie waren nach dem Vorbild ihres Gegenparts in der Sowjetarmee organisiert und ausgerüstet. Mot.-Schützen galten und gelten, auch in den heutigen russischen Streitkräften – zusammen mit der Panzertruppe – als das Rückgrat der Landstreitkräfte.